# 山田検校

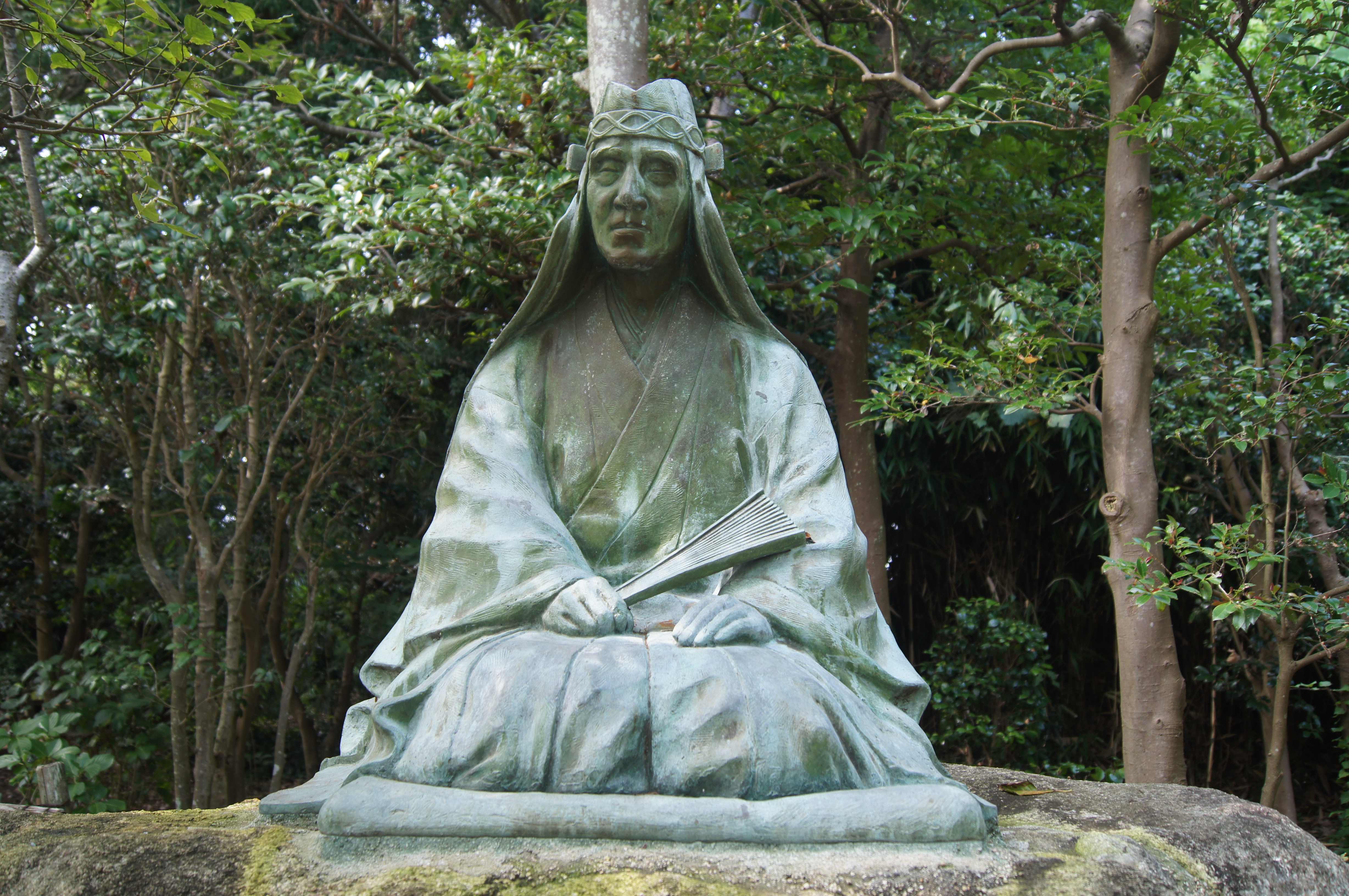
山田検校の座像

山田 検校（やまだ けんぎょう、1757年6月14日（宝暦7年4月28日） - 1817年5月25日（文化14年4月10日））は、江戸時代中期から後期にかけて活躍した筝曲音楽家である。筝曲山田流の祖として知られている。本姓は三田。諱は斗養一。号は勝善、幽樵等。山田は母方の旧姓。

## 経歴・人物
尾張藩に仕えた宝生流能楽師の三田了任の子として江戸に生まれる。若くして失明し、長谷富検校の門人であった医師の山田松黒より筝曲を学んだ。当時は江戸浄瑠璃が盛んであり、この劇に三味線音楽を取り入れた事によって一躍有名となった。
これによって、1797年（寛政9年）当時の師匠であった家村脇一により検校に認定され、さらに1817年（文化14年）には当時最高位であった江戸惣録検校に昇格された。また、加藤千蔭、村田春海、横田袋翁、太田錦城等多くの著名な学者と親交を持った事で、浅草の山谷にあった源照寺に彼の記念碑や木像が建てられた。また、神奈川県藤沢市江の島にある江島神社付近にも顕彰碑が建てられている。

## 逸話
当時活躍していた人形浄瑠璃師の式亭三馬の作品『浮世風呂』や山東京山及び松浦静山の作品に山田の逸話が登場する。

## 主な作品

### 代表的な筝曲
- 『小督曲』
- 『熊野』
- 『長恨歌曲』
- 『葵上』

以上の作品は「四つもの」と呼ばれている。

### その他の筝曲
- 『紀の路の奥四季の段』
- 『八重垣』
- 『那須野』
- 『桜狩』
- 『住吉』
- 『江ノ島曲』

等36曲もの作品を作曲したといわれている。

## 主な弟子
- 初代山登検校 - 山登派の祖。
- 初代山木検校（木村検校） - 山木派の祖。
- 山勢検校 - 山勢派の祖。
- 小名木検校
- 3代山彦新次郎（初代菅野序遊）